# Бортевое пчеловодство

Наскальный рисунок с изображением процесса бортничества, начертанный 8 тысяч лет назад на стене пещеры Куэвас-де-ла-Аранья

Бортево́е пчелово́дство (бо́ртничество, от др.-русс. *bъrti — «резать, сверлить, долбить», слово «борть» — дупло в дереве, жилище пчелиной семьи) — исторический вид пчеловодства, заключающийся в добыче мёда и воска у пчёл, живущих в дуплах деревьев (в отличие от содержания пчёл в колодах или ульях).

## Принципы и терминология

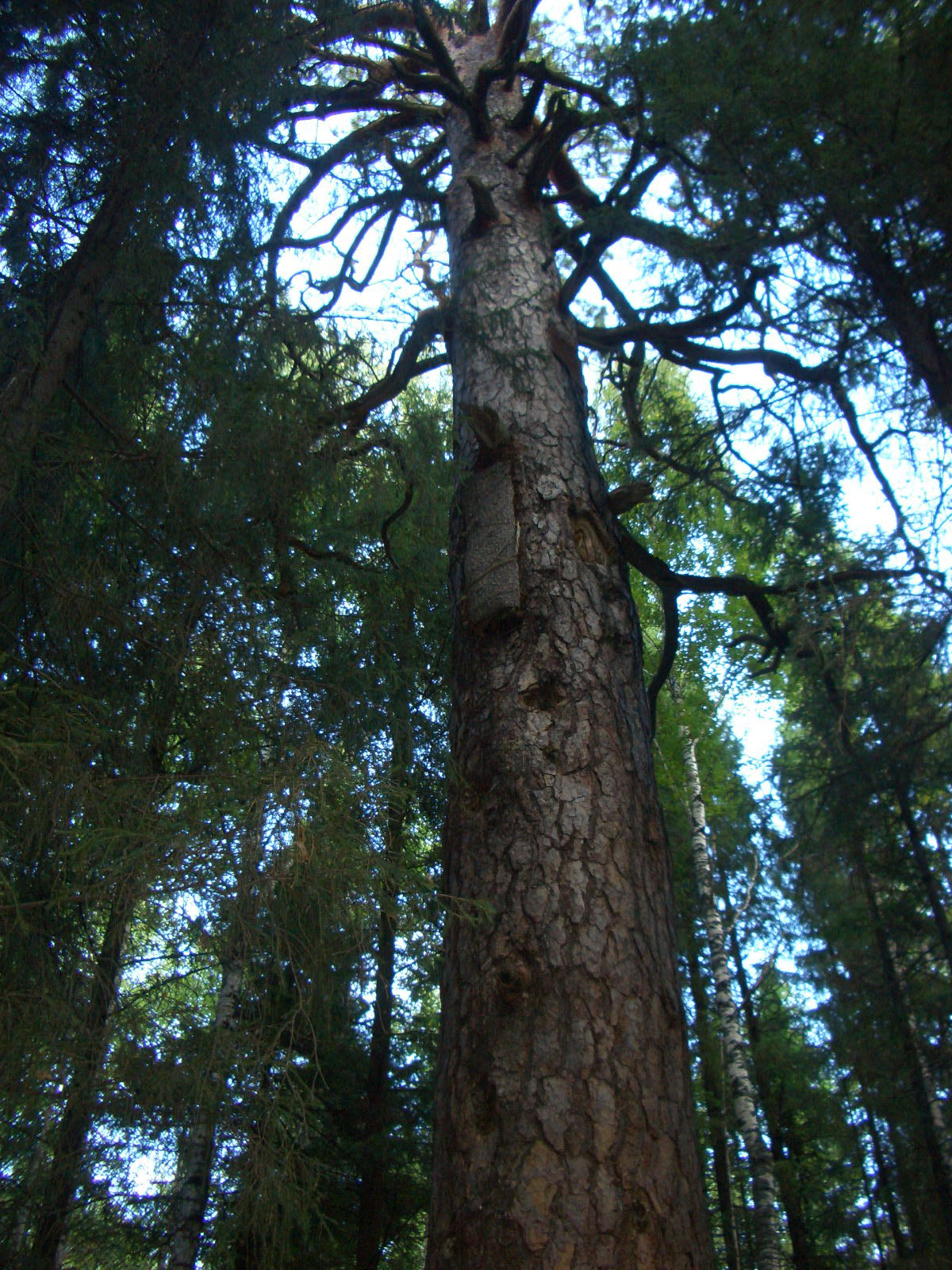
Борть, устроенная в дупле дерева. Природный парк «Оленьи Ручьи», 2005 год

Люди, занимающиеся бортничеством, традиционно именуются бортниками. Дупла, используемые в качестве бортей, могут иметь естественное происхождение, однако зачастую они специально выдалбливаются в толстых деревьях на высоте от 4 до 15 м. Внутри дупел для укрепления сот создаются так называемые кресты или снозы. Для отбора мёда служат узкие длинные отверстия — должеи. Инструментами при изготовлении борти выступают кривые долота — копыльцы. Предпочтительными породами бортных деревьев являются сосна, липа и дуб, для размещения пчёл годятся также вязы, тополи и вётлы. Число бортей в одном дереве может доходить до четырёх. Срок функционирования борти может достигать 150 лет, примерно раз в десятилетие её нужно очищать.

 Журналист Василий Песков так описывал процесс подготовки борти:
Сосна должна быть достаточно толстой (около метра диаметром)… Долбится борть на высоте от шести до двенадцати метров. Сначала бортник вырезает в дереве неширокую щель и потом уже специальными инструментами выбирает дупло высотою около метра, довольно просторное, но не грозящее дереву переломом. Внутренность борти тщательно зачищается … Леток для пчелы прорубается сбоку, а щель закрывают деревянной заслонкой… После этого борть оставляют сушиться. И только через два года её можно готовить к заселению пчёлами.
В старину на бортные деревья распространялись права собственности, вследствие чего они помечались разнообразными знаками, говорящими о принадлежности — знамёнами. Согласно Русской Правде, человек, уничтоживший бортное знамя, был обязан уплатить штраф в размере 12 гривен — столько же платили за убийство холопа. За порчу борти, принадлежавшей смерду, со злоумышленника взимали 2 гривны, княжеской — 3 гривны. Литовский Статут 1588 года рекомендовал земледельцам не возделывать поля вблизи бортных угодий, поскольку даже за случайное повреждение дерева с бортью на виновника налагалось значительное взыскание. При этом участок леса мог принадлежать одному владельцу, а бортные деревья на его территории — другому. Кража мёда из борти в литовском праве каралась смертной казнью. Сходным образом в польском обычном праве похищение пчёл из борти вело к смерти на виселице.
В районах развитого бортного промысла лесные массивы разделялись на отдельные участки — ухожья. Границами ухожьев выступали реки и ручьи, лощины, лесные тропы. В целях размежевания ухожьев на деревья наносились условные знаки — грани. Множество бортных ухожьев существовало в лесах современных Псковской и Новгородской, Белгородской, Тверской областей. Известны они в Приладожье, Подмосковье, Поволжье и Подолии, а также на территории древних Муромской, Рязанской, Смоленской и Полоцкой земель. В Полесье отдельные бортные участки именовались островами.
Бортный промысел носил сезонный характер. Весной бортник очищал борти от сора и приманивал пчёл в те из них, что не были заселены. Осенью он забирал из бортей часть сот, оставляя пчёлам необходимое для зимовки количество мёда. Временами в лесах устраивались палы (контролируемые низовые пожары) с целью усиления роста медоносов.

## На Руси

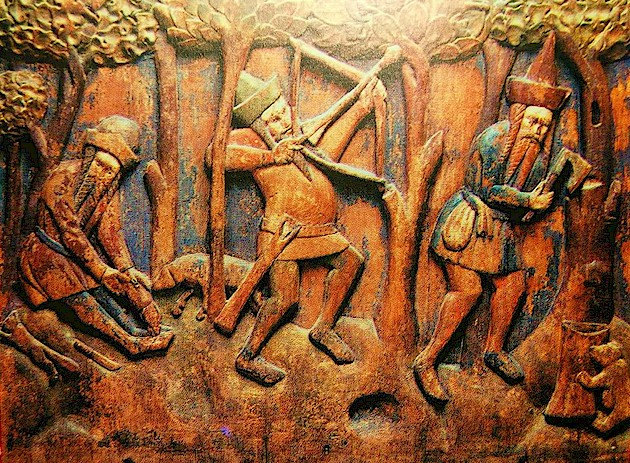
Охота и бортничество в новгородских лесах. Резные панели церкви св. Николая в Штральзунде, 1360 год

Бортничество было распространено на Руси до XVII века, представляя одну из важных отраслей её хозяйства. Особое развитие оно получило в лесах Поднепровья, по берегам рек Десны, Оки, Воронежа, Сосны и других, пограничных со степью. По летописным свидетельствам, ещё древляне поставляли мёд и воск киевским князьям в качестве дани. Эти продукты наряду с мехами служили главным предметом экспорта из Руси. В позднем Средневековье поселения княжеских бортников выделялись в особые административно-территориальные единицы — бортные волости и бортные станы. Итальянский учёный Паоло Джовио в XVI веке пересказывал со слов российского посла Дмитрия Герасимова байку о том, как «один крестьянин из соседственного с ним селения, опустившись в дупло огромного дерева, увяз в меду по самое горло».

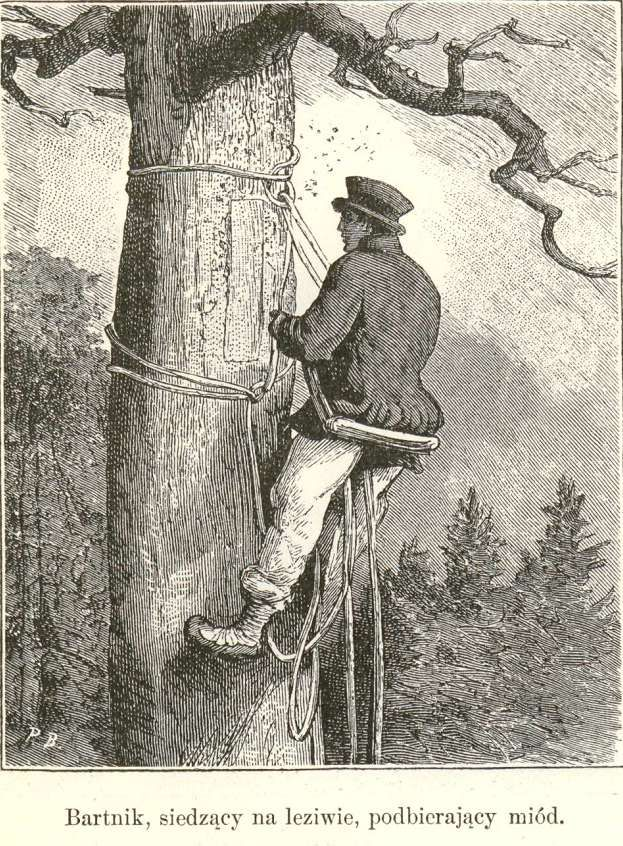
Бортник, сидящий на скамейке, собирает мёд. Из старопольской энциклопедии

По мере освобождения площадей от леса и развития земледелия бортевое пчеловодство постепенно вытеснялось колодным. Уже в начале XVI века леса вокруг Москвы были основательно вырублены, и Сигизмунд Герберштейн заметил, что «в московской области не найти мёду». Тем не менее, согласно заметкам Альберто Кампензе, весь пчелиный воск, поставляемый в то время в Европу, происходил из Московии. В это время бортники (в том числе черкасы — «литовские люди») активно осваивали южные окраины Руси. Сбор оброка за эксплуатацию казённых бортных ухожьев в одном только Путивльском уезде приносил Московскому государству свыше 2000 пудов мёда в год. Зона активного бортнического промысла на протяжении XVI—XVII веков смещалась на юг, сопутствуя освоению Поля.
После изобретения и развития рамочных ульев бортевое пчеловодство оказалось не в состоянии конкурировать с пасечным из-за трудоёмкости изготовления бортей и меньшей продуктивности. К XIX веку мёд перестал быть единственной сладостью и сырьём для спиртных напитков, а появление керосина снизило потребность в свечах, изготавливаемых из воска. В результате даже пасечное пчеловодство стало убыточным. Со временем правительство Российской империи стало вести борьбу с бортным промыслом, мотивируя это его «вредностью» и «осталостью». Тем не менее, в начале XX века бортничеством продолжали заниматься жители Белорусского Полесья. В 1920-х годах в Полесье массово распространились рамочные ульи. Из-за этого в середине столетия бортный промысел существовал уже лишь в отдельных местах (Приболовичи, Санюки). Последняя в Белоруссии борть действовала в деревне Русаки Поставского района ещё в 1980 году.
В XXI веке бортничество вновь обрело популярность в Белоруссии, Польше, Литве, на востоке Германии и в отдельных областях России. Реликты бортевого пчеловодства до сих пор сохраняются на Житомирщине. В Полесском заповеднике функционируют почти 1800 бортей. Их обслуживают семьи из Селезовки, Сырницы и Кованки. В этих сёлах есть целые династии пчеловодов. В селе Ходаки на Коростенщине действует музей бортничества, расположенный на территории дендропарка «Победа». Музей имеет полтора десятка бортей, которым больше ста лет, все они до сих пор функционируют.

## В Башкортостане
В наше время бортевые деревья с дикими среднерусскими лесными пчёлами сохранились лишь в Бурзянском заповеднике Башкортостана (ныне — заповедник Шульган-Таш). Развитию бортничества в Башкирии способствовали особые природные условия — обилие липовых и кленовых лесов, источника массовых медосборов. К тому же местное население занималось в основном кочевым скотоводством, охотой и сбором мёда, долгое время оставляя леса нетронутыми. Массовая распашка земель и сведение лесов в Башкирии начались лишь во второй половине XIX века. Нетронутые леса сохранились в глухих и почти бездорожных отрогах Уральских гор. Именно здесь в 1958 году природная зона обитания тёмной лесной пчелы была объявлена заповедной.

### Бортевая тёмная лесная пчелаApis mellifera mellifera

#### Эволюция
Тёмная лесная пчела Apis mellifera mellifera — уникальный подвид медоносной пчелы Apis mellifera, эволюционно приспособленный к жизни в условиях континентального климата Северной Евразии с длительными холодными зимами. На современном этапе развития пчеловодства пчёлы этого подвида сохранились лишь в немногочисленных изолятах в виде небольших островков. Самые многочисленные массивы тёмной лесной пчелы в Евразии имеются в России: около 300 000 слабо затронутых стихийной гибридизацией семей в Республике Башкортостан, около 200 000 семей в Пермском крае и около 250 000 семей в Татарстане. Есть сведения о сохранении значительных массивов тёмной лесной пчелы в Удмуртии, Кировской области и Алтайском крае. Примерно 99 % семей тёмной лесной пчелы на Южном Урале содержится в рамочных ульях и около 1 % обитает в лесах в естественных и искусственных (бортях и колодах) дуплах в стволах деревьев, преимущественно в Бурзянском районе Республики Башкортостан. Эволюция тёмной лесной пчелы здесь проходила совместно с липой сердцевидной Tilia cordata, поэтому их основной уникальный медосбор формируется во время цветения липы.

#### Генофонд
Сотрудники лаборатории биохимии адаптивности насекомых Института биохимии и генетики Уфимского научного центра РАН уже около 20 лет занимаются мониторингом генофонда популяций башкирской пчелы и бурзянской бортевой пчелы на основе полиморфизма локуса COI-COII мтДНК и 9 микросателлитных локусов ap243, 4a110, a24, a8, a43,a113, a88, ap049, a28 яДНК. Многолетние генетические исследования подтверждают сохранение чистоты генофонда бурзянской бортевой пчелы до настоящего времени и её принадлежность к подвиду A. m. mellifera. Бурзянская бортевая пчела A. m. mellifera представляет большой интерес для пчеловодов и учёных всего мира, так как по ней можно сделать реконструкцию естественной истории пчёл. В 2011 году на основании заявки НИИ пчеловодства и государственного заповедника «Шульган-Таш» пчёлы этой популяции выделены как селекционное достижение в отдельный породный тип «Бурзянская бортевая пчела», который успешно прошёл экспертизу в Государственной комиссии Российской Федерации по испытанию и охране селекционных достижений и внесён (патент № 5956 от 14 июня 2011 года) в государственный реестр.

#### История
Бортничество на Южном Урале, судя по артефактам, обнаруженным в могильнике бахмутинской культуры вблизи г. Бирска, зародилось не позднее V—VI веков нашей эры в среде местных финно-угорских племён. Позднее его переняли предки башкир, ассимилировавшие и вытеснившие отсюда бахмутинцев. Бортный промысел не мог возникнуть без инструментов из железа. Он представлял собой систему накапливаемых многими поколениями бортников навыков по устройству искусственных дупел в стоящих на корню крупных растущих и сухостойных деревьях и привлечению в них пчелиных семей с целью получения мёда. Башкирское бортничество достигло расцвета в XVIII веке, оно развивалось дольше, чем в Германии, Польше, Литве, Белоруссии и центральных регионах России, отличается более совершенным, удобным и надёжным набором инструментов и приспособлений. Имея особенные права вотчинного землевладения, башкиры могли не выполнять требования нормативных документов Лесной службы России, в 1882 году запретивших бортничество в казённых лесах как источник лесных пожаров. По мере сведения лесов и разрушения культурных традиций пришлым населением в XIX веке башкирские бортевики освоили колодное пчеловодство. Колоды — такие же искусственные дупла, но только в обрубках древесных стволов, которые могли устанавливаться как на подставках на земле, так и подвешиваться высоко на деревьях. Деревья с бортями и колодами у башкир считались собственностью и отмечались тамгами — отличительными знаками родовой принадлежности. Каждый пчеловод хорошо знал свой знак и не посягал на собственность других. Борти традиционно переходили по наследству от отца к детям. Тамги родных братьев в целом были похожи друг на друга и отличались присоединением к основному знаку семьи новых элементов, младший сын наследовал тамгу отца без дополнений. Во второй половине XX века у башкирских пчеловодов появились первые разборные ульи, которые дали начало современному пчеловодству. Несмотря на большую трудоёмкость и невысокую продуктивность, бортевое пчеловодство в отдалённых местах Южного Урала при этом сохранялось. Обслуживание бортевых пчёл требует работы на высоте до 16 метров, а сами борти порой располагаются вдали от населённых пунктов, и пчеловоду часто приходится преодолевать на лошади расстояние до 40—50 км в день.

#### Особенности бортевого пчеловодства
Инструменты, используемые башкирскими бортевиками в основном кустарного производства, и сходны с аналогичными инструментами из других стран. Уникальными инструментами башкирских бортевых пчеловодов являются кирам (плетёный кожаный ремень длиной до 5 м для влезания на дерево) и лянге — небольшая переносная подставка для ног, закрепляемая на стволе верёвкой. В прошлые века, когда в лесах хватало «дичков» (семей пчёл в естественных дуплах), башкиры, как и их коллеги по промыслу из иных мест, осенью забирали весь мёд из бортей, а пчёлы, оставшиеся без запасов, погибали. Весной пчеловоды производили осмотр, чистку и подготавливали борти к новому заселению. Дикие рои заселяли часть оснащённых искусственных дупел, отстраивали соты и начинали собирать мёд. Подобная роебойная система бортничества сохранялась до XIX века, а местами — до 50-х годов XX столетия. Преимуществами такой системы было то, что соты обновлялись каждый год, дупла меньше гнили, а пчёлы реже болели, размеры их тела не уменьшались, не происходило инбридинга и вырождения. Когда численность «дичков» повсеместно резко сократилась, пчеловоды были вынуждены бережнее относиться к бортевым пчёлам и оставлять лучшим из них достаточное для зимовки количество мёда, в результате чего пчелиные семьи получили возможность длительно (до 18—25 лет) обитать в своих жилищах. При этом бортники научились обновлять соты гнезда, но срок службы дупел сократился. Бортевые пчёлы имеют много естественных врагов, которые ослабляют семьи и приводят их к гибели, таких как бурый медведь Ursus arctos, куница лесная Martes martes, мышь лесная Apodemus uralensis, большой пёстрый дятел Dendrocopos major, золотистая щурка Merops apiaster, большая восковая моль Galleria mellonella, шершень обыкновенный Vespa crabro, рыжий лесной муравей Formica rufa, рыжая оса Dolichovespula rufa. Большой вред бурзянским пчёлам наносят и современные болезни пчёл, такие как варроатоз Varroa destructor, нозематоз Nosema apis, аскосфероз Ascosphaera apis, американский гнилец Paenibacillus larvae и европейский гнилец Melissococcus pluton, которые в ульях проявляются сильнее, чем в бортях. Динамика численности бортевых пчелиных семей отличается ярко выраженной цикличностью с перепадами в 5—10 раз и средней обратной связью с солнечной активностью.

#### Биосфера
В настоящее время тёмные лесные пчёлы, обитающие в бортях, колодах и естественных дуплах, сохранились в государственном заповеднике «Шульган-Таш», региональном природном заказнике «Алтын Солок» и национальном парке «Башкирия». В конце 2014 года в период очередной популяционной депрессии на территории заповедника, заказника и национального парка имелось более 1200 деревьев с бортями и колодами, из которых было заселено около 300 искусственных дупел. Примерно 4 тыс. пчелиных семей бурзянской популяции в этой зоне содержится на пасеках с рамочными ульями, а в естественных дуплах по данным экстраполяции учётных материалов обитает 200—400 «дичков». В 2012 году перечисленные особо охраняемые природные территории вместе с рядом иных получили статус комплексного биосферного резервата ЮНЕСКО «Башкирский Урал» общей площадью 346 тыс. га, а региональный заказник «Алтын Солок» стал реально охраняться Министерством природопользования и экологии Республики Башкортостан. В настоящее время с целью сохранения бурзянской бортевой пчелы и в рамках развития резервата планируется расширение территории заповедника «Шульган-Таш» в северо-западном направлении за счёт неосвоенной территории в междуречье рек Нугуш и Урюк. Сотрудники заповедника «Шульган-Таш», заказника «Алтын Солок» и национального парка «Башкирия» совместно с местными пчеловодами постоянно проводят мероприятия по оптимизации численности и селекционную работу по повышению иммунитета, зимостойкости и продуктивности семей бурзянской бортевой пчелы, распространению опыта бортевого пчеловодства. Такая политика государственных природоохранных учреждений позволяет сохранять уникальную популяцию бортевых пчёл — изолят A. m. mellifera в Евразии в условиях новых угроз стихийной гибридизации и разрушения мест обитания. 17 декабря 2020 года Межправительственный комитет по охране нематериального культурного наследия ЮНЕСКО на 15-й сессии решил включить совместную номинацию Беларуси и Польши «Культура борничества» в Репрезентативный список нематериального культурного наследия человечества ЮНЕСКО.